# Shumi Maritsa

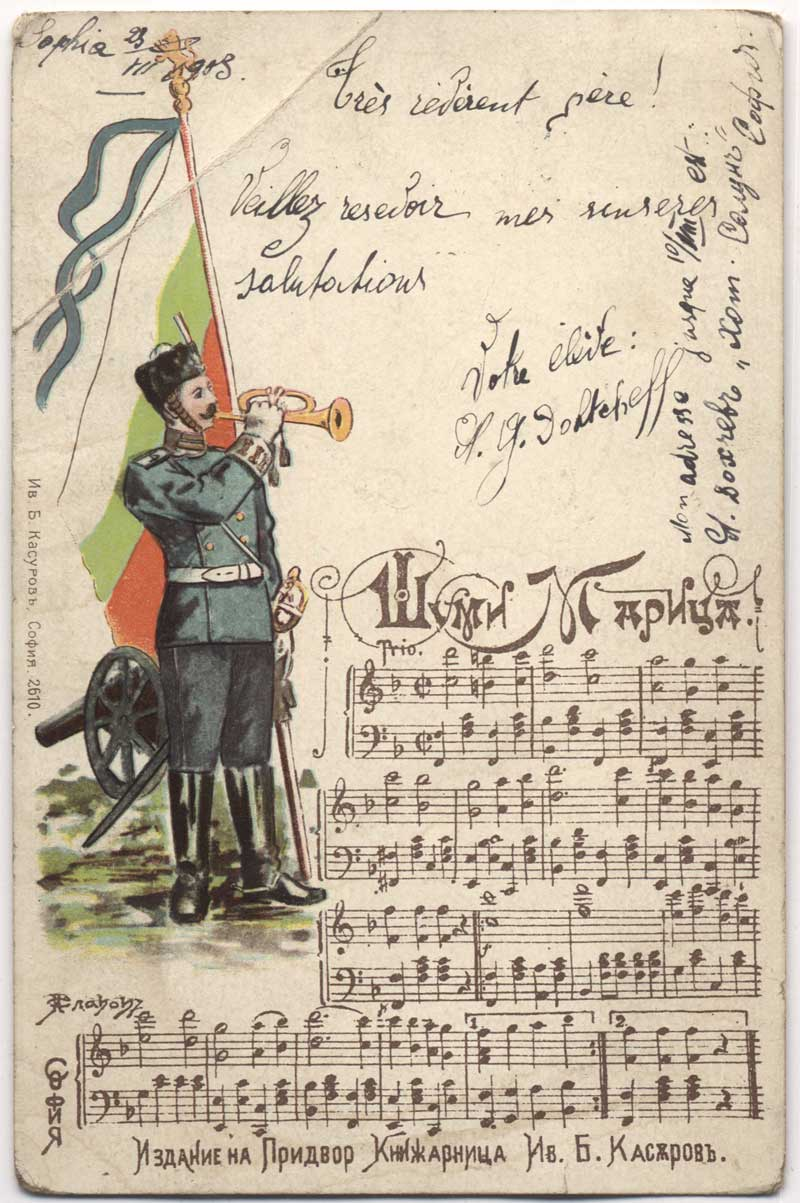
Tarjeta de petolinia a melodía para el himno búlgaro "Shumi Maritsa"

Shumi Maritsa (En Búlgaro: Шуми Мариця) fue el primer himno nacional del Reino de Bulgaria, se adaptó de una canción popular. El himno real, Himn na Zarstvo Balgarija se impuso sobre el nacional. Shumi Maritsa consistió en el himno del Principado de Bulgaria (entonces una parte del Imperio otomano) desde 1878 hasta 1908. También fue el himno del Principado de Bulgaria y desde 1908 tras la independencia de Bulgaria hasta 1944 tras la caída de Bulgaria en la Segunda Guerra Mundial por parte de los soviéticos.
1. ↑  Vazov, Ivan; N. Zhivkov (1885). «Shumi Maritsa» (en inglés). Consultado el 4 de julio de 2009.

- Datos: Q1378369
- Multimedia: Shumi Maritsa / Q1378369